# Лісовогринівецька сільська територіальна громада
Лісовогринівецька сільська громада — територіальна громада України, у Хмельницькому районі Хмельницької області. Адміністративний центр — село Лісові Гринівці.
Площа громади — 257,99 км², населення — 7746 мешканців (2018).
Утворена 13 серпня 2015 року шляхом об'єднання Аркадієвецької, Гнатовецької, Лісовогринівецької, Пашковецької, Печеськівської, Стуфчинецької, Терешовецької та Шпичинецької сільських рад Хмельницького району.
Громада розташована на північному сході району. Межує на півночі з Красилівським і Старокостянтинівським, на сході з Летичівським районами, на півдні і заході з сільрадами Хмельницького району, які не об'єдналися, на південному заході з Хмельницькою міськрадою.

## Населені пункти
До складу громади входять 14 сіл:
| Село            | Населення (2015) |
| --------------- | ---------------- |
| Лісові Гринівці | 2834             |
| Стуфчинці       | 1162             |
| Терешівці       | 561              |
| Пашківці        | 496              |
| Гнатівці        | 495              |
| Аркадіївці      | 431              |
| Климашівка      | 412              |
| Моломолинці     | 403              |
| Печеськи        | 393              |
| Шпичинці        | 392              |
| Скаржинці       | 299              |
| Редвинці        | 264              |
| Ходаківці       | 231              |
| Тиранівка       | 130              |